# Romana Carén
Romana Carén (* 2. Jänner 1979 in Wien) ist eine österreichische Filmschaffende, Regisseurin, Drehbuchautorin, Schauspielerin und Gesangslehrerin.

## Leben
Nachdem Carén an der Camillo Sitte Lehranstalt in der Fachrichtung Hochbau maturiert hatte, studierte sie Rechtswissenschaften an der Universität Wien und Astronomie an der University of Central Lancashire.
Carén steht seit sie acht Jahre alt war auf der Bühne. Ihre Schauspielausbildung absolvierte sie am Actor’s Studio Pallas in Wien und schloss diese mit dem staatlichen Schauspieldiplom der paritätischen Bühnenkommission ab. Um ihre Ausbildung fortzusetzen, besuchte sie in London die Royal Academy of Dramatic Art. Ihr Debüt gab sie 2006 als Alice in Alice im Wunderland.
Schon während ihrer Schauspielausbildung stand sie für diverse Kino-, Film- und TV-Produktionen vor der Kamera. Ihre Filmografie inkludiert unter anderem Auftritte in SOKO Donau, Tatort, Sisi und eine Folge der Fernseh-Dokumentationsserie Universum History (2016).
Neben ihrer Arbeit als Schauspielerin ist Carén auch Autorin von Theaterstücken, Drehbüchern und Gedichten. Ihr Theaterstück Glückskämpfer 2007 Premiere im Off Theater in Wien. 2010 folgte Wintervögel im Theater in der Drachengasse Wien und 2011 Sein oder nicht sein im Off Theater. Weiters inszenierte Romana jeweils 2018 im Theater Spektakel in Wien das von ihr geschriebene Musiktheaterstück Viva La Diva" (mit Johanna Mucha und Julia Fürst) und das Theaterstück Planet der Erdmännchen (mit Romana Carén, Elisabeth Halikiopoulos, Benjamin J. Quayle und Benedict Lakinger-Njari).
2010 schloss sie an der London Film Academy den Kurs Filmmaking mit Auszeichnung ab. Gemeinsam mit anderen Absolventen der London Film Academy gründete sie die Produktionsfirma Film´84 International. Ihr erster Kurzfilm Make a wish wurde im Programm der Short Film Corner des Cannes Film Festival 2011 gezeigt.
Das Drehbuch ihres Kurzfilmes Where the wild roses grow war im Halbfinale des 22. WriteMovies.com International Writing-Wettbewerbes. Der Film wurde 2012 beim Cannes Film Festival gezeigt.
2016 schloss sie ein Postgraduate Studium von Raindance Film Festival, in Kollaboration mit University of Staffordshire, mit einem Master of Arts ab.
Romana ist verheiratet und ist Mutter von zwei Söhnen.

## Filmografie

### Filmemachen (Auswahl)
- 2010: One last tango, London Film Academy, Drehbuch
- 2010: Ladri di biscotti, London Film Academy, Regie
- 2011: Make a wish, Film´84 International, Regie und Drehbuch
- 2012: Where the wild roses grow, WHAT ART – Creative Productions e.U., Regie und Drehbuch
- 2012: Heartbeat, WHAT ART – Creative Productions e.U., Regie und Drehbuch
- 2013: Baa Baa Black Sheep, Stark Films, Drehbuch
- 2020: Smile, WHAT ART - Creative Productions e.U., Regie und Drehbuch
- 2021: No Mother, WHAT ART - Creative Productions e.U., Regie und Drehbuch
- 2022: Nüt Nothing Nichts Kahich nahi Nanimonai, WHAT ART - Creative Productions e.U., Regie und Drehbuch gemeinsam mit Hanspeter Horner

### Darstellerin (Auszug)
- 2009: Sisi (Fernsehfilm)
- 2010: SOKO Donau (Fernsehserie, 2 Folgen)
- 2011: Oh Shit! (Fernsehfilm)
- 2011: Tatort: Glaube, Liebe, Tod
- 2012: Heartbeat (Kurzfilm)
- 2012: Where the wild roses grow (Kurzfilm)
- 2013: Baa Baa Black Sheep (Kurzfilm)
- 2016: Universum History: Margarethe Ottlinger - die Frau, die zuviel wusste (Fernsehdokumentation)
- 2020: Smile (Kurzfilm)
- 2021: No Mother (Kurzfilm)